# Бунтующая юность (фильм, 2009)
«Бунтующая юность» (англ.  Youth in Revolt ) также «Протест молодости» — комедийная мелодрама режиссёра Мигеля Артеты, с Майклом Сера и Портией Даблдэй в главных ролях. В основу сценария легла одноименная книга К.Д. Пэйна
Премьера фильма состоялась 11 сентября 2009 года на Фестивале американского кино в Довиле.

## Сюжет
Фильм рассказывает о безнадёжно влюблённом 16-летнем Нике Твиспе, готовом пойти на всё, чтобы быть с девушкой своей мечты. Для этого парня не существует преград. Он способен выкрутиться из, казалось бы, самых безвыходных и нелепых ситуаций на пути к своей цели.

## В ролях
| Актёр            | Роль                         |
| ---------------- | ---------------------------- |
| Майкл Сера       | Ник Твисп/Франсуа Диллинджер |
| Портия Даблдэй   | Шини Сандерс                 |
| Джин Смарт       | Эстель Твисп                 |
| Адхир Кальян     | ВиДжей Джоши                 |
| Стив Бушеми      | Джордж Твисп                 |
| Рэй Лиотта       | Лэнс Уэскотт                 |
| М. Эммет Уолш    | мистер Сэндерс               |
| Мэри Кэй Плэйс   | миссис Сэндерс               |
| Джастин Лонг     | Пол Сэндерс                  |
| Фред Уиллард     | мистер Фергюсон              |
| Эри Грейнор      | Лэйси                        |
| Эрик Кнудсен     | Лерой                        |
| Руни Мара        | Тэггарти                     |
| Джонатан Б. Райт | Трент                        |
| Зак Галифианакис | Джерри                       |
| Криста Б. Аллен  | девочка-подросток            |
| Майкл Коллинз    | пожилой человек              |
| Мигель Артета}   | нелегальный эмигрант         |
| К.Д. Пэйн        | сосед                        |

## Съёмочная группа
- Режиссёр: Мигель Артета
- Продюсеры: Дэвид Пермут[англ.], Джон А. Амикарелла , Миранда Фрейберг, Стив Лонги, Нэн Моралес, Бен Орманд, Боб Вайнштейн, Харви Вайнштейн, Джордана Глик-Францхейм
- Сценаристы: Гастин Нэш[англ.], К.Д. Пэйн[англ.] (роман)
- Композитор: Джон Свайхарт[англ.]
- Оператор: Чуй Чавес
- Монтажёры: Энди Кейр, Памела Мартин[англ.]
- Художники: Тони Фаннинг, Джералд Салливан, Нэнси Стейнер[англ.], Синтия Ля Жёнесс